# Gayéri
Gayéri is een stad in Burkina Faso en is de hoofdplaats van de provincie Komondjari.
Gayéri telde in 2006 bij de volkstelling 6578 inwoners.